# Valentin Kononen
Valentin Kononen (* 7. března 1969, Helsinky) je bývalý finský atlet, mistr světa v chůzi na 50 km.

## Sportovní kariéra
Jeho hlavní disciplínou byl závod na 50 kilometrů chůze. Na mistrovství Evropy v roce 1990 skončil šestý, o rok později na světovém šampionátu v Tokiu si o jedno umístění polepšil. V roce 1993 na mistrovství světa ve Stuttgartu v této disciplíně vybojoval stříbrnou medaili, životní úspěch pro něho znamenal titul mistra světa v roce 1995. Na evropském šampionátu v roce 1998 skončil v závodě na 50 kilometrů chůze druhý.